# 마르셀 그라네
마르셀 그라네(프랑스어: Marcel Granet, 1884년 2월 29일~1940년 11월 25일)는 프랑스의 중국학자, 사회학자이다. 에밀 뒤르켐의 영향을 받았으며 중국학 연구에 사회학 방법론을 최초로 도입한 학자 중 한 사람이다. 

## 저서
- 《중국 고대의 제례와 가요》(Fêtes et chansons anciennes de la Chine, 1919 )
- 《중국인의 종교》(La religion des Chinois, 1922)
- 《고대 중국의 춤과 전승》(Danses et légendes de la Chine ancienne, 1926)
- 《중국 문명》(La civilisation chinoise, 1929)
- 《중국의 사상》(La pensée chinoise, 1934)
- 《중국의 봉건제》(La féodalité chinoise, 1952)